# FC Luch Vladivostok
El FC Luch Vladivostok (del ruso: Футбольный клуб "Луч" Владивосток) fue un club de fútbol de la ciudad de Vladivostok, región del Lejano Oriente, Rusia. La insignia del equipo está conformada con un círculo en cuyo borde aparece el nombre del equipo, y en el interior se encuentra la cabeza de un tigre siberiano. En la actualidad está desaparecido después de 2020.

## Historia
El club fue fundado en 1952, pero no fue hasta 1958 cuando adquirió su estatus profesional y comenzó a competir en los campeonatos profesionales, por lo que se considera ese año como el de su fundación con el nombre de Luch. En 1958 debutó en la Clase B del campeonato de fútbol de la Unión Soviética y su primer partido lo disputó ante el Khimik Kemerovo, al que venció por 6—0. En esa temporada, el Luch finalizó en quinta posición en una liga compuesta por catorce equipos.
En 1961 el equipo se trasladó al estadio Dinamo y en esa temporada recibió al Dinamo Moscú en los treintaidosavos de la Copa de la URSS en el recién estrenado estadio Dinamo. El equipo moscovita ganó por 1—2 y el Luch fue eliminado del torneo. Cuatro años después, en 1965, el Luch consiguió el ascenso a la Clase A, Primera división soviética, tras lograr el liderato del grupo IV, pero en 1966 el formato de ligas cambió y la Clase B se dividió en tres ligas, pero se mantuvo en el segundo escalafón del fútbol soviético. Esa temporada, el Luch terminó quinto del grupo tercero, que constaba de 18 clubes. En 1968 se produce un nuevo cambio y el club queda encuadrado en el cuarto grupo de la Clase B, donde finaliza 13.º. En 1969 la Clase B se renombra Clase A y se compone de una liga de 24 clubes, en la que el Luch acabó 17.º.
La temporada 1984 fue una de las más exitosas del Luch, ya que finalizó como subcampeón del grupo IV por detrás del FC Tyumen, club al que, en la siguiente temporada, le endosaría la victoria más abultada de su historia, 1—8, en el estadio Geolog de Tiumén.

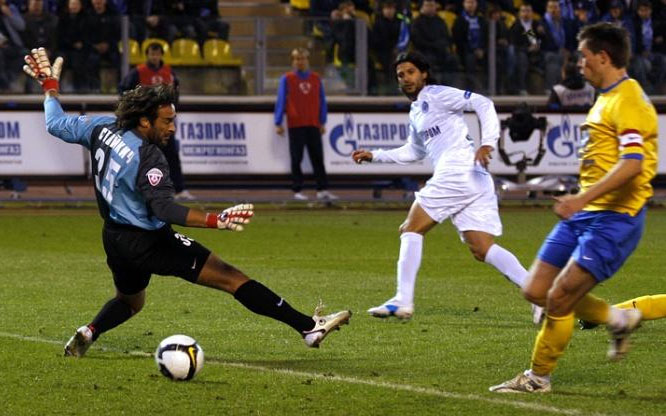
Imagen de un FC Zenit—Luch-Energiya de la Liga Premier 2008.

En 1992, con el colapso de la Unión Soviética, la Federación Rusa adoptó su propio sistema de ligas y el Luch fue ubicado en la Primera División de Rusia, la segunda división y su equivalente a la liga que disputaba antes el Luch en el campeonato soviético. El equipo firmó una gran temporada y logró el ascenso a la Liga Premier de Rusia por primera vez en su historia. Sin embargo, tras acabar la liga regular, el equipo amarillo estaba situado en el 15.º puesto y pasó a disputar un play-off para evitar el descenso, objetivo que no pudo cumplir al empatar a puntos con el Dynamo-Gazovik Tyumen, que fue el club que finalmente salvó la categoría.
Tras cinco años en la Primera división, el Luch descendió a la Segunda división rusa, el tercer nivel de ligas, en 1997 después de firmar un año decepcionante con sólo tres victorias que le condenaron a la última posición de la tabla. Allí permaneció hasta 2003, año en el que cambió su nombre a la denominación de Luch-Energiya y cuando logró el ascenso de nuevo a Primera división. En 2005 el club del Lejano Oriente regresó a la Liga Premier tras sumar 92 puntos en la Primera división, temporada en la que destacó el delantero Dmitri Smirnov con 19 goles.
En su regreso en 2006 a la máxima competición del fútbol ruso, el Luch-Energiya consiguió el séptimo puesto, en el que es su mejor resultado profesional hasta la fecha. Sumó 41 puntos, ocho por debajo del sexto clasificado, el Rubín Kazán, clasificado para la Copa Intertoto 2007. La siguiente temporada terminó en 14.ª posición, empatado a puntos con el 15.º clasificado, el Kuban Krasnodar, que descendió junto al FC Rostov. En la temporada 2008, el Luch-Energiya Vladivostok descendió a Primera división tras terminar la temporada en última posición con 21 puntos y sólo tres partidos ganados.
En la temporada 2009/10, el Luch-Energiya logró su mejor resultado en la Copa de Rusia al alcanzar los cuartos de final, donde fue eliminado por el Sibir Novosibirsk por 3—0, en una eliminatoria disputada a partido único en el estadio Spartak de Novosibirsk.
El club pasó a llamarse simplemente Luch Vladivostok en la temporada 2018-19. El 1 de abril de 2020 el gobierno de Krai de Primorie anunció que todos los contratos con equipos deportivos profesionales locales serían cancelados con el fin de que el gobierno tuviera los recursos suficientes para enfrentar a la pandemia del COVID-19, por lo que el club pasaría a jugar en la Liga Aficionada de Rusia cuando el fútbol se reanudase. Pero el club desaparecería ese mismo año.

## Uniforme
- Uniforme titular: Camiseta amarilla, pantalón azul y medias amarillas.
- Uniforme alternativo: Camiseta, pantalón y medias azules.

## Jugadores

### Jugadores destacados
| - Nikolai Gontar - Andrei Chichkin - Anatoli Kanishchev - Andrei Kondrashov - Ramiz Mamedov - Aleksandr Sheshukov - Gonzalo Calatayud - Manuk Kakosyan - Andrey Movsisyan - Vital Bulyha | - Andrei Kovalenko - Konstantin Kovalenko - Vitali Lanko - Kirill Pavlyuchek - Sergei Shtanyuk - Gennady Tumilovich - Dario Damjanović - Josip Lukačević - Dragan Stojkić | - Marek Čech - Giorgi Lomaia - Jurģis Pučinskis - Mihails Ziziļevs - Igor Kralevski - Srđan Radonjić - Vladimir Vujović - George Hummel - Aleksei Poliakov |

## Historial en liga

### Rusia
| Temporada | División      | Pos. | Partidos. | V  | E  | D  | GF | GC | Pt | Copa | Europa | Europa | Máximo Goleador (Liga)       | Entrenador             |
| --------- | ------------- | ---- | --------- | -- | -- | -- | -- | -- | -- | ---- | ------ | ------ | ---------------------------- | ---------------------- |
| 1992      | 2nd, "East"   | 1    | 30        | 20 | 4  | 6  | 44 | 14 | 23 | —    | —      | —      | Kasyanenko – 9 Dubovik – 9   | Burchalkin Ivchenko    |
| 1993      | 1st           | 15   | 34        | 11 | 7  | 16 | 29 | 56 | 29 | R256 | —      | —      | Ruslyakov – 7                | Ivchenko               |
| 1993      | Releg. tourn. | 4    | 5         | 2  | 2  | 1  | 11 | 9  | 6  | R256 | —      | —      | Galimov – 4                  | Ivchenko               |
| 1994      | 2nd           | 12   | 42        | 15 | 11 | 16 | 44 | 53 | 41 | —    | —      | —      | I. Protasov – 9              | Ig. Saenko             |
| 1995      | 2nd           | 6    | 42        | 20 | 6  | 16 | 51 | 48 | 66 | R256 | —      | —      | Selenkov – 16                | Burchalkin             |
| 1996      | 2nd           | 15   | 42        | 14 | 12 | 16 | 39 | 49 | 54 | R128 | —      | —      | Shpilov – 9                  | Szekecs                |
| 1997      | 2nd           | 22   | 42        | 3  | 12 | 27 | 23 | 76 | 21 | —    | —      | —      | Selenkov – 5                 | Kobersky               |
| 1998      | 3rd, "East"   | 7    | 30        | 14 | 6  | 10 | 42 | 24 | 48 | R64  | —      | —      | Melnik – 8                   | Fedyakin               |
| 1999      | 3rd, "East"   | 7    | 30        | 14 | 7  | 9  | 43 | 32 | 49 | R128 | —      | —      | Melnik – 11                  | Fedyakin               |
| 2000      | 3rd, "East"   | 4    | 24        | 12 | 3  | 9  | 41 | 26 | 39 | R512 | —      | —      | Tikhonovetsky – 9            | Karamyan Zhuravlyov    |
| 2001      | 3rd, "East"   | 8    | 28        | 9  | 10 | 9  | 31 | 29 | 37 | R128 | —      | —      | Tikhonovetsky – 8            | Lukyanov               |
| 2002      | 3rd, "East"   | 6    | 30        | 15 | 6  | 9  | 51 | 34 | 51 | R512 | —      | —      | Kisurin – 10                 | Tolkin Zhuravlyov      |
| 2003      | 3rd, "East"   | 1    | 24        | 16 | 4  | 4  | 53 | 23 | 52 | R512 | —      | —      | A. Smirnov – 11              | Zhuravlyov Antikhovich |
| 2004      | 2nd           | 14   | 42        | 15 | 11 | 16 | 50 | 50 | 56 | R128 | —      | —      | Sokolov – 11 Atangana – 11   | Antikhovich Pavlov     |
| 2005      | 2nd           | 1    | 42        | 27 | 11 | 4  | 81 | 32 | 92 | R64  | —      | —      | D.A. Smirnov – 19            | Pavlov                 |
| 2006      | 1st           | 7    | 30        | 12 | 5  | 13 | 37 | 39 | 41 | R16  | —      | —      | A. Ivanov – 5                | Pavlov                 |
| 2007      | 1st           | 14   | 30        | 8  | 8  | 14 | 26 | 38 | 32 | R32  | —      | —      | Strelkov – 5                 | Pavlov                 |
| 2008      | 1st           | 16   | 30        | 3  | 12 | 15 | 24 | 53 | 21 | R32  | —      | —      | Bulyga – 5 I. Shevchenko – 5 | Vulić Altman           |
| 2009      | 2nd           | 14   | 38        | 13 | 11 | 14 | 42 | 43 | 50 | R32  | —      | —      | Dedechko – 9                 | Yemelyanov Pobegalov   |
| 2010      | 2nd           | 12   | 38        | 13 | 13 | 12 | 42 | 42 | 52 | QF   | —      | —      | Satalkin – 9                 | Nazarenko Arcos        |
| 2011–12   | 2nd           | 17   | 48        | 11 | 21 | 16 | 37 | 39 | 54 | R16  | —      | —      | Alkhazov – 10                | Arcos Pavlov           |
| 2012–13   | 3rd, "East"   | 1    | 30        | 18 | 8  | 4  | 48 | 27 | 62 | R2   | —      | —      | Tikhonovetsky – 14           | Yemelyanov             |
| 2013–14   | 2nd           | 8    | 36        | 15 | 10 | 11 | 40 | 25 | 55 | SF   | —      | —      | Asildarov – 5 Mikhalyov −5   | Yemelyanov Grigoryan   |
| 2014–15   | 2nd           | 10   | 34        | 11 | 9  | 14 | 40 | 46 | 42 | R32  | —      | —      | Myazin −11                   | Grigoryan Ushahin      |
| 2015–16   | 2nd           | 15   | 38        | 12 | 9  | 17 | 31 | 46 | 45 | R4   | —      | —      | Nivaldo −6                   | Veretennikov Perednya  |
| 2016–17   | 2nd           | 16   | 38        | 9  | 15 | 14 | 27 | 41 | 42 | R4   | —      | —      | Stolbovoy −5                 | Perednya               |

## Palmarés

### Torneos nacionales
- Primera División de Rusia (1): 2005

## Entrenadores
| - Boris Tatushin (1980) - Vitali Koberskiy (1988-91) - Lev Burchalkin (1992) - Aleksandr Ivchenko (1992-93) - Igor Saenko (1994) - Lev Burchalkin (1995) - Ishtvan Sekech (1996) - Boris Kolokolov (1996) - Vitali Koberskiy (1997) - Andrei Fedyakin (1998-99) - Yuri Karamyan (2000) - Boris Zhuravlyov (2000) - Viktor Lukyanov (2001) - Valeri Tolchev (2002) - Yuri Bolobonkin (2002) - Boris Zhuravlyov (2002-03) | - Igor Saenko (2003) - Viktor Antikhovich (2003-04) - Aleksandr Afonin (2004, interino) - Sergei Pavlov (2004-07}} - Zoran Vulić (2008}} - Semen Altman (2008, interino) - Benjaminas Zelkevičius (2009) - Konstantin Yemelyanov (2009, interino) - Francisco Arcos (2009, interino) - Aleksandr Pobegalov (2009) - Leonid Nazarenko (2010) - Francisco Arcos (2010-11) - Sergei Pavlov (2011-12) - Konstantin Yemelyanov (2012-13) - Aleksandr Grigoryan (2013) |